# Jeremy Waldron
Jeremy Waldron, född 13 oktober 1953 på Nya Zeeland, är en nyzeeländsk professor i juridik och filosofi.
Efter studier i Nya Zeeland och Storbritannien, däribland, vid Oxford university, fick han 1978 anställning vid Högsta domstolen på Nya Zeeland samt undervisade i politisk teori och rättsvetenskap. 1987 flyttade han till New York.
Waldron har skrivit flera verk om konstitutionalism, rättigheter, lagstyre, demokrati samt om historisk politisk teori. Bland hans böcker finns The Harm in Hate Speech, God, Locke, and Equality: Christian Foundations of Locke’s Political Thought, och One Another's Equals: The Basis of Human Equality.
I The Harm in Hate Speech ifrågasätter Waldron den obegränsade yttrandefriheten och försvarar restriktioner mot den absoluta rätten att yttra sina åsikter, exempelvis vid hets mot folkgrupp, ett kontroversiellt ämne i USA.